# Mast

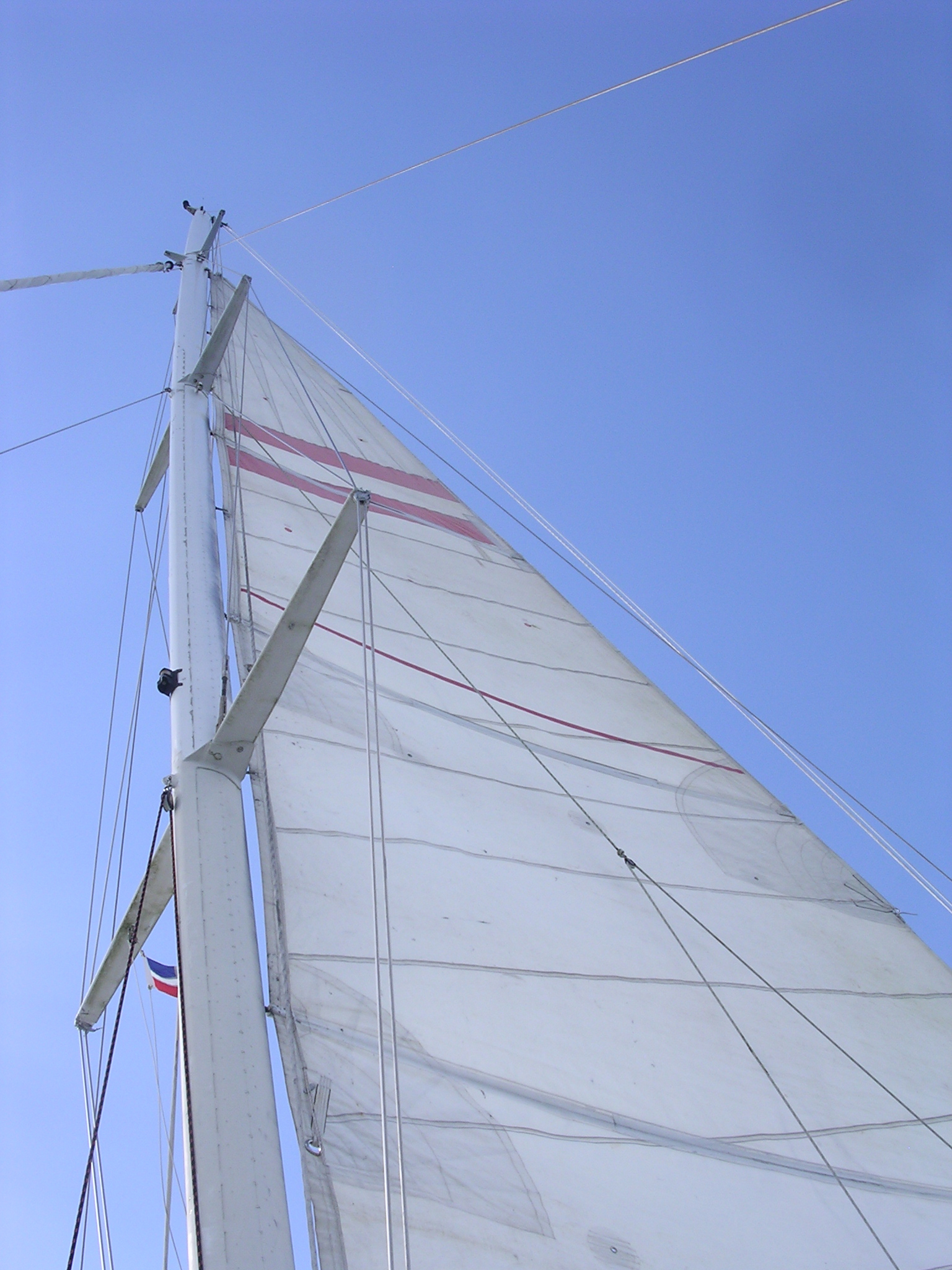
Masten på en segelbåt.

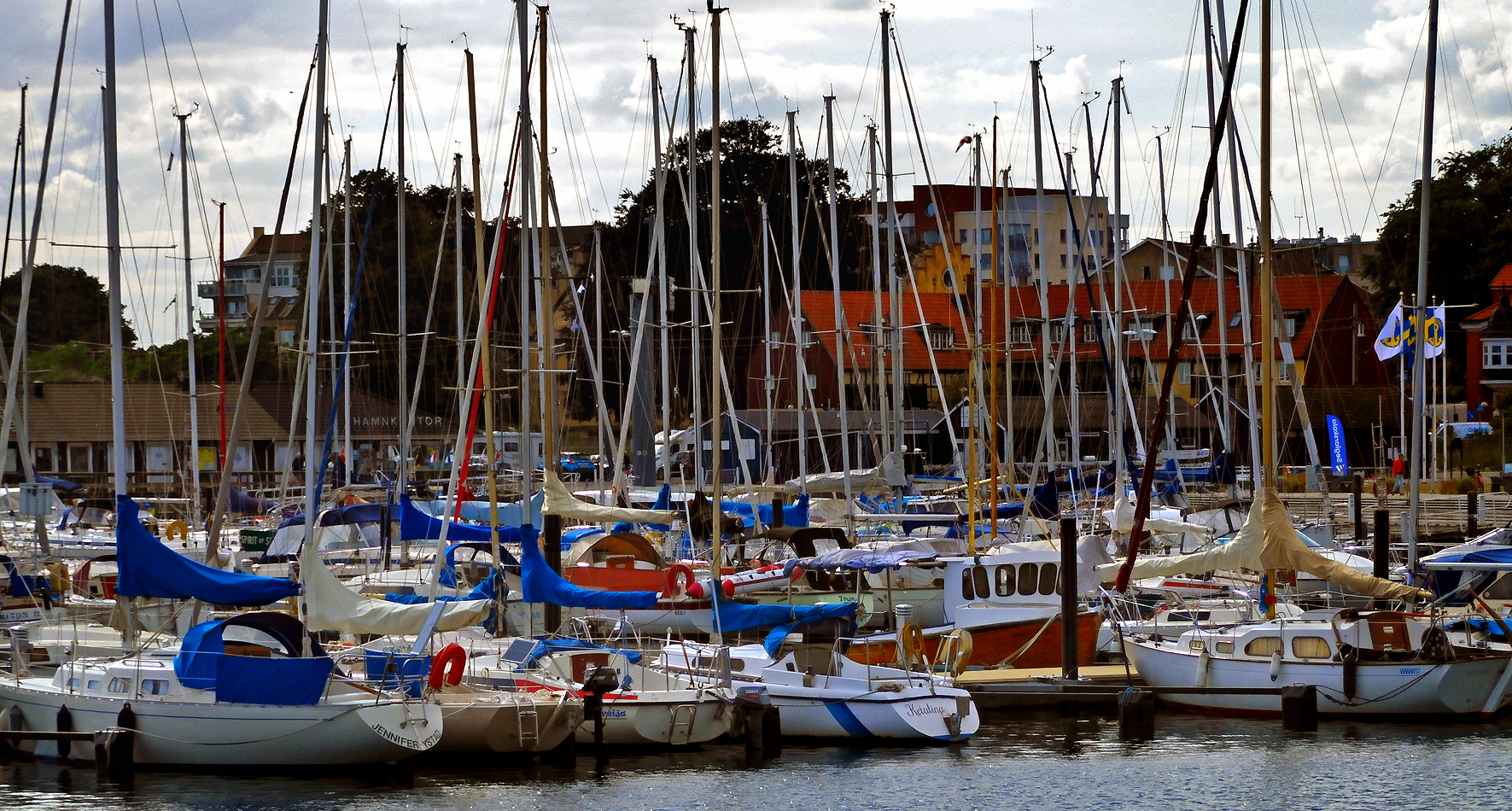
Master på segelbåtar.

Denna artikel handlar om master inom segling. För sändarmaster för radio och TV, se radiomast. Om mjölkprodukten mast, se kefir.
En mast är en vertikal stående rundhult eller konstruktion på segelbåtar samt segelfartyg för att fästa de segel som påverkar farkostens framdrivning. Master kan vara placerade i en mastfot på däcket eller gå igenom däckets mittfisk eller (masthål) ned till kölsvinet. Master är oftast stagade i farkosten sid- samt långskepps med stag, även master utan stag (ostagade) förekommer på mindre båtar.

## Master på fartyg
Under de stora segelfartygens era hade fartygen ofta flera master. Masterna benämns beroende på vilken som är längst och var de står. Namnen här gäller västerländska riggtyper, också riggar med mer än fyra master och mycket gamla riggar kan ha andra benämningar.
- Fockmasten står alltid längst förut, men en del tvåmastade båtar och fartyg, till exempel galeaser, saknar fockmast.
- Stormasten är den längsta masten och står antingen längst förut (på en del tvåmastade båtar och fartyg) eller akterom fockmasten.
- Mesanmasten är den mast som är placerad längst akteröver om denna är snedsegelriggad och inte är stormast (briggar, fullriggare och tvåmastade skonare saknar mesanmast).
- Kryssmasten är den tredje masten, räknat förifrån, om denna inte är mesanmast.
- Jiggermasten är den fjärde masten, räknat förifrån, om denna inte är mesanmast.
- Snaumasten är en extra mast strax akterom den aktre masten, som används på snaubriggen för att tacklingen för råseglen och den för gaffelseglet (briggseglet) inte skulle störa varandra.

På äldre seglande fartyg består masterna av flera delar. Snedsegelriggade master normalt av undermast och toppstång, råriggade master normalt av undermast, märsstång, bramstång och (eventuellt) röjelstång. Då man började göra masterna av stål ställde materialet inte längre begränsningar, men underhållet är lättare om masten inte är i ett enda stycke. Den översta delen av masten kan också tas ner till exempel då ett överriggat fartyg närmar sig stormiga vatten.
Moderna handelsfartyg för sällan segel, men har alltid åtminstone en, ibland två låga master, förmasten och aktermasten. Dessa finns för att fungera som installationsfundament för radar- och övriga antenner och navigationsljus, för att dels lyfta antennerna ovanom överbyggnaden så de inte störs av den, och dels se till att lanternorna sitter på sina i sjövägsreglerna ganska strikt definierade positioner.

## Master på båtar
- • 1. – bom
- • 2. – mast
- • 3. – segel
- • 4. – skothorn
- • 5. – halshorn
- • 6. – bomtapp (bombeslag)
- • 7. – bomtravare (bombeslag)
- • 8. – bomskena (bombeslag)
- • 9. – uthal
- • 10. – storskottalja
- • 11. – halstalja
- • 12. – kicktalja
- • 13. – storskotblock

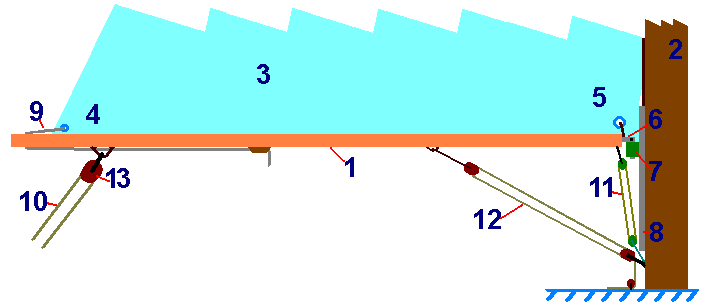

Master på båtar och fartyg kan vara tillverkade av trä, stål, eller aluminium. Master i trä tillverkas till traditionella segelbåtar av trä, samt till repliker eller traditionsfartyg. På 1800-talet började man tillverka master till segelfartyg i valsat stål, senare har man kunnat svetsa mastens konstruktion för att undvika skarvar. Nutida tävlings- och fritidsbåtars master kan vara även i strängsprutad aluminium. En del extrema tävlingsbåtar och jollar som till exempel E-jollen har master i laminat med armering av kolfiber. 
Båtens mast bör böja sig lagom mycket för att kunna minska på trycket då det blåser mycket och för att ge seglet en så bra form som möjligt. På tävlingsseglande jollar anpassas mastens styvhet efter besättningens vikt, beroende på hur mycket reglerna för respektive jolleklass tillåter. Detta är möjligt i klasser som Snipe och E-jolle men inte i till exempel Laser som har striktare regler.
En del båtar saknar vanter och stag, antingen genom specialkonstruerad mast eller för att belastningarna på båttypen ifråga inte är särskilt stora. Ofta kan fallet, brassar eller andra till den löpande riggen hörande rep fungera som stag.

## Termer
- Pålmast är en mast i ett stycke (utan toppstång). Vanligt på segelbåtar och mindre segelfartyg, till exempel av jakttyp.
- Mastfisk är en längsgående förstärkning på ruff eller däck för placering av masthålet eller mastfoten.
- Mastfot är det beslag eller infästning som masten står på eller i. Mastfoten är bultad på båtens bottenstockar eller kölsvin. Båtar med ruff eller däck har mastfoten på dessa. På jollar kan ofta mastens lutning regleras genom att en del av mastfoten är rörlig.
- Masthål  benämnes ett hål i ett däcks mastfisk eller ruff för en mast som står invändigt på kölsvinet.
- Mastkrage är en tätning omkring masten och masthålet på ruffen eller däcket för den genomgående masten.
- Maststötta kan utföras på olika vis när masten står på däcket eller ruffen för att inte dessa ska svikta under krafterna från riggen. På dessa båtar är en maststötta placerad under däck eller ett vertikalt skott tvärs farkosten. I en del konstruktioner används kraftigare däcksbalkar, eller tillsammans med skott eller maststötta.